# 亚沃里夫军事基地袭击
2022年3月13日，俄羅斯入侵烏克蘭期間，亞沃里夫軍事基地遭到俄羅斯軍隊攻擊。該基地位於利沃夫州亞沃里夫市附近，距離波蘭邊境不到15英里（24公里）。烏克蘭官方稱，該軍事設施遭到30枚俄羅斯飛彈襲擊，造成35名烏克蘭士兵和至少100名國際軍團人員死亡，多人受傷。據俄羅斯官方稱，有180名外國僱傭兵被殺。 隨後，烏克蘭警方確認已造成61人死亡、160人受傷。

## 襲擊事件
多達 1,000 名外國士兵加入國際軍團後在該基地接受訓練。 空襲警報在夜間響起時，儘管防空系統攔截了一部分來襲的導彈，但包括總部在內的幾座建築物仍遭到有效載荷高達 500 公斤的巡航導彈襲擊
俄羅斯國防部宣布已摧毀“多達180名外國僱傭兵和大量外國武器”，並表示將繼續殲滅陸續抵達烏克蘭的外國雇傭兵；烏克蘭國防部表示，尚未確認死者中有任何外國人。 3月14日，英國《每日鏡報》稱，至少有三名英國前特種部隊志願者可能在攻擊中喪生，死亡人數可能超過一百人。
烏克蘭國防部長阿列克西·列茲尼科夫將這次襲擊描述為「對和平與安全的恐怖攻擊」。 一名北約官員表示，該基地沒有北約人員，因為所有人員在入侵前都已離開該國。